# Знание задним числом
Зна́ние за́дним число́м (англ. hindsight bias) — когнитивное искажение, склонность воспринимать события, которые уже произошли, или факты, которые уже были установлены, как очевидные и предсказуемые, несмотря на отсутствие достаточной первоначальной информации для их предсказания. 
Ошибка послезнания может приводить к искажению процессов памяти, в частности, процессов восстановления и воспроизведения прошлого опыта, приводя к ложным теоретическим заключениям. Таким образом, этот эффект может становиться причиной серьёзных методологических проблем на этапах анализа и интерпретации результатов экспериментальных исследований[уточнить]. Эффект послезнания опасен при судебной экспертизе — он может влиять на выводы эксперта наряду с другими когнитивными искажениями.
Другие названия: «я знал это с самого начала», «я так и знал», «Так я и знал!» (англ. I-knew-it-all-along), суждение задним числом, ретроспективный детерминизм, ретроспективное искажение, эффект послезнания, ошибка хайндсайта (от англ. hindsight bias; в русскоязычной литературе встречается написание «хиндсайт»).

## История
Знание задним числом стало объектом психологических исследований ещё в 1970-х годах. Однако само явление не было новым, и к тому времени уже существовало множество описаний этого феномена в трудах историков, философов, физиков, а также в произведениях художественной литературы. В 1973 году Барух Фишхофф посетил семинар, на котором Пол Э. Мил высказал идею о том, что клинические врачи, как правило, переоценивают свою возможность предсказания исхода того или иного медицинского случая, заявляя, что заранее знали результат. Б. Фишхофф, психолог по образованию, усмотрел возможности психологического исследования в объяснении этих наблюдений.
В начале 1970-х годов исследование эвристик и предубеждений было популярной областью психологического знания, которую возглавляли Даниэль Канеман и Амос Тверски. Опираясь на разработанные Д. Канеманом и А. Тверски идеи об эвристике доступности и эвристике репрезентативности, Б. Фишхофф вместе с Рут Бейт организовал первое экспериментальное исследование знания задним числом. Участники исследования должны были оценить вероятность нескольких возможных исходов предстоящего визита американского президента Ричарда Никсона в Пекин и в Москву. Спустя некоторое время после возвращения Никсона испытуемых попросили воспроизвести вероятности, которые они приписали каждому возможному исходу на первом этапе исследования. Оказалось, что испытуемые сильно переоценивали указанные ими вероятности уже произошедших событий.
В 1975 году Б. Фишхофф разработал ещё один метод исследования знания задним числом, который затем получил название «гипотезы пресмыкающегося детерминизма». В рамках этого метода испытуемым даётся небольшой рассказ с четырьмя возможными исходами, причём они также получают информацию о том, какой исход произошёл в действительности. Затем испытуемых просят оценить вероятность возникновения каждого из возможных исходов. Независимо от того, какой исход назывался исследователями произошедшим в действительности, испытуемые оценивали вероятность возникновения такого исхода значительно выше всех других возможных исходов.
Развившись из эвристик А. Тверски и Д. Канемана в гипотезу пресмыкающегося детерминизма, а затем в знание задним числом, данный феномен имеет на сегодняшний день множество практических приложений и до сих пор активно исследуется психологами.

## Феноменология
По мнению Хартмута Бланка (англ. Hartmut Blank) и его коллег, все существующие в литературе описания знания задним числом можно свести к трём самостоятельным процессам: эффекту неизбежности, эффекту предсказуемости и искажениям памяти. Все три феномена представляют собой различные возможные проявления знания задним числом, которые могут встречаться как по отдельности, так и все вместе.
Первый феномен — эффект неизбежности — отражает ретроспективное увеличение субъективной вероятности, или воспринимаемой неизбежности, того или иного исхода. Другими словами, когда человек узнаёт о том, чем закончилось событие, этот исход начинает казаться ему более вероятным, или неизбежным, чем до того, как он приобрёл это знание. Это явление было названо в работах Б. Фишхоффа «пресмыкающимся детерминизмом» (англ. creeping determinism).
Второй феномен — эффект предсказуемости: люди склонны верить в то, что они всё знали заранее или были способны предсказать, чем закончится то или иное событие. Б. Фишхофф назвал этот эффект «я знал это с самого начала» (англ. I-knew-it-all-along).
Наконец, третий феномен — искажение памяти. После получения ответа на какой-либо вопрос (например, «Какова длина реки Дунай?») или после получения информации об исходе какого-либо события имеющиеся в памяти знания искажаются, подстраиваясь под полученную информацию о правильном ответе.
В литературе феномен знания задним числом чаще всего связывается с эффектом предсказуемости, за которым следует эффект неизбежности и процессы искажения памяти.
Х. Бланк отмечает, что данные феномены не отражают одно и то же явление, так как, во-первых, в основе каждого из них лежат различные психологические процессы. Так, в основе эффекта неизбежности лежат процессы каузальной атрибуции, а именно процессы создания и модификации причинно-следственных моделей события. Во время суждения задним числом люди выстраивают и добавляют новые причинно-следственные связи таким образом, чтобы произошедший исход казался предопределённым заранее. Эффект предсказуемости, в свою очередь, связан с метакогнитивными процессами, такими как представления человека о том, в какой степени он был способен предвидеть некоторый исход. Например, пьяные водители могут задним числом признавать, что после шести стаканов виски вероятность попадания в автомобильную аварию очень высока, однако они также будут уверены в том, что сами были не в состоянии, будучи пьяными, предвидеть такую возможность. Наконец, искажения воспоминаний управляются различными процессами памяти, особенно такими, как привязка («подгонка») воспоминаний к реальному исходу события и переструктурирование изначальных предположений.
Кроме того, как отмечает Х. Бланк, все три формы знания задним числом различаются по тем функциям, которые они выполняют. Эффект неизбежности, учитывая его зависимость от каузальных представлений, выполняет функцию удовлетворения потребности в контроле. Каузальные модели, конструирующие причинно-следственные связи, делают события более управляемыми и потенциально предсказуемыми в субъективном восприятии индивида. Более того, эффект неизбежности может также помогать справляться с разочарованием от нежелательных исходов («У меня не было шанса»). Эффект предсказуемости, в свою очередь, служит функции самоутверждения (например, способствует восприятию себя как осведомлённого человека, в том числе и в глазах окружающих). Кроме того, субъективная предсказуемость (или непредсказуемость) выполняет функцию самозащиты (поддержания позитивной личностной идентичности) в случае восприятия негативного исхода, за который человек может нести ответственность. Например, владельцы упавших в цене акций считают, что не были способны предсказать неудачу заранее. Искажения памяти, согласно некоторым авторам, могут рассматриваться как побочный продукт процессов обновления знаний и, таким образом, могут косвенно влиять на функцию обновления знаний.

## Факторы и эффекты

### Роль возраста
Исследование эффекта знания задним числом у детей представляет собой особую трудность, поскольку вербальные методы, используемые в экспериментах на взрослых, слишком сложны для детского восприятия. Были разработаны экспериментальные процедуры, включающие визуальную идентификацию, для изучения этого феномена на детской выборке. Процедура начинается с предъявления ребёнку размытого изображения, которое становится более чётким с течением времени. В одних случаях испытуемый знает, каким будет финальный объект, а в других — нет. В тех случаях, когда ребёнок знает о том, что изображено на картинке, его просят оценить, сколько времени понадобится другим детям его возраста на то, чтобы угадать, что изображено на картинке. Из-за влияния ошибки знания задним числом оцениваемое время обычно гораздо ниже, чем реальное время угадывания, так как испытуемые при вынесении оценки опираются на полученную от исследователя информацию.
Результаты этих исследований показывают, что дети подвержены эффекту знания задним числом так же, как и взрослые. В основе ошибки знания задним числом, как у взрослых, так и у детей, лежит одно и то же ограничение познания. Это ограничение проявляется в зависимости человека от имеющихся у него актуальных знаний во время попытки вспомнить или рассуждать о более наивном (относительно доступной информации) положении, независимо от того, является ли это размышление о собственном наивном положении или о положении другого человека. Это ключевое ограничение, лежащее в основе ошибки знания задним числом, может объяснять и другие особенности и детерминирующие факторы детского познания.

### Роль удивления
Переживание удивления может частично объяснять те случаи, когда знания задним числом не происходит. Удивление влияет на процесс восстановления в памяти ожиданий тех или иных событий (результатов), которые были у человека до того, как эти события произошли. Первоначальное удивление запускает процесс осмысления. Если процесс осмысления остаётся незавершённым и сенсорная информация не была обнаружена и закодирована, это состояние переживается как удивление, что приводит к уменьшению эффектов ошибки знания задним числом. Таким образом, в ситуации недостаточного осмысления возникает явление «обратной ошибки знания задним числом».

### Искажения памяти
Ошибка знания задним числом имеет сходство с другими явлениями искажения памяти, такими как эффект дезинформации и ложные воспоминания автобиографической памяти. Все три варианта искажения памяти являются результатом трёхэтапного процесса. Особенности каждого процесса для трёх случаев могут различаться, но все они заканчиваются той или иной психологической манипуляцией или изменением воспоминаний. Первый этап различается для трёх феноменов, однако во всех трёх случаях на первом этапе присутствует некое событие: событие, которое произошло (эффект дезинформации); событие, которого не было (ложные автобиографические воспоминания); утверждение, сделанное человеком о событии, о котором он помнит (знание задним числом). Второй этап состоит в увеличении информации, которую получает человек после того, как событие произошло. В случае ошибки знания задним числом, новая информация достоверна и в открытом виде представлена человеку, в то время как дополнительная информация в других случаях искажения памяти является ложной и предъявлена человеку в двусмысленном и, возможно, манипулятивном виде. Третий этап включает восстановление в памяти («вспоминание») первоначальной информации. Человек, подверженный знанию задним числом или эффекту дезинформации, должен вспомнить первоначальную информацию, в то время как человек с ложными автобиографическими воспоминаниями создаст воспоминания о событиях, которых на самом деле не было.

## Попытки уменьшить ошибку знания задним числом
Исследования показывают, что человек склонен совершать ошибку знания задним числом даже в том случае, когда он осведомлён о существовании этого эффекта и у него есть стремление его преодолеть. Полностью преодолеть эффект знания задним числом невозможно, однако существуют способы его ослабления. Один из них — рассмотрение возможных альтернативных объяснений события и открытость к различным точкам зрения.
Единственная возможность снизить эффект знания задним числом в экспериментальных условиях — заставить испытуемого подумать об альтернативных вариантах объяснения, которые могут быть правильными. В результате испытуемый ставит под сомнение правильную (уже подтвердившуюся) гипотезу и заявляет, что мог бы выбрать другую альтернативу.
Учитывая тот факт, что попытки исследователей найти способы устранения ошибки знания задним числом потерпели неудачу, некоторые авторы считают, что в основе данного эффекта лежит комбинация мотивационных и непроизвольных процессов познавательной реконструкции.